# Turbodiesel

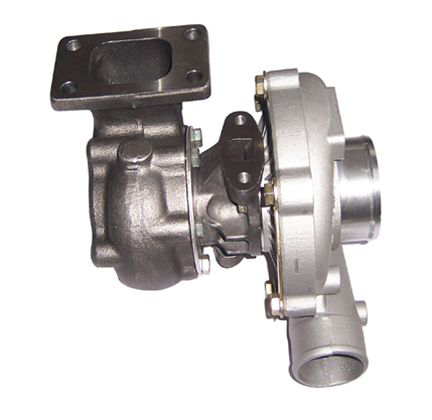
Een turbolader

De term turbodiesel verwijst naar een dieselmotor met een turbolader. In moderne auto's en vrachtwagens met dieselmotoren is er vrijwel altijd sprake van toepassing van turbodiesels. Turbodiesels hebben een hoger specifiek vermogen, lagere emissies, verhoogde efficiëntie en een hoger verfijningsniveau dan hun atmosferische tegenhangers.
De turbolader werd uitgevonden in de vroege 20e eeuw door Alfred Büchi, een Zwitsers ingenieur. De eerste praktische turbodieselmotoren waren marine-motoren van twee Duitse liners - de Danzig en de Preussen in 1923, elk met twee 10-cilindermotoren van 2.500 pk. Turbocompressor-technologie werd sterk verbeterd door de ontwikkelingen tijdens de Tweede Wereldoorlog en de latere ontwikkeling van de gasturbine. 
De eerste turbodiesel-auto was de Mercedes-Benz 300SD (serie W116, motor OM617.950), geïntroduceerd in mei 1978. In Europa was de Peugeot 604 de primeur. Vanaf 1979 werden turbodiesels op grote schaal geproduceerd. 